# Dollard
 (décembre 2023).
Si vous disposez d'ouvrages ou d'articles de référence ou si vous connaissez des sites web de qualité traitant du thème abordé ici, merci de compléter l'article en donnant les références utiles à sa vérifiabilité et en les liant à la section « Notes et références ».
Pour les articles homonymes, voir Dollard (homonymie).
Le Dollard (en allemand Dollart) est un bras de mer appartenant à la mer des Wadden situé entre les Pays-Bas (province de Groningue) et l'Allemagne (land de Basse-Saxe).

## Géographie
Le Dollard a une superficie d'environ 100 km2. L'Ems s'y jette et y poursuit son cours jusqu'à la mer des Wadden. À l'est du Dollard se trouve la ville allemande d'Emden, et à une petite dizaine de kilomètres à l'ouest du Dollard, la ville néerlandaise de Delfzijl. La côte néerlandaise du Dollard est très peu peuplée, il n'y a que quelques petits villages comme Fiemel et Nieuwe Statenzijl, et le polder Carel Coenraadpolder. À la frontière entre l'Allemagne et les Pays-Bas est située l'embouchure du Westerwoldse Aa ainsi que l'ensemble d'écluses de Nieuwe Statenzijl. L'amplitude des marées du Dollard s'élève à plus de 3 mètres. Ses eaux sont saumâtres : l'eau de mer salée se mélange ici à l'eau douce de l'Ems.

## Histoire
Le Dollard s'est créé pendant le Haut Moyen Âge à la suite de plusieurs inondations et raz-de-marée, qui ont dévasté puis fait disparaître le paysage de tourbières et de fagnes. De grandes parties des districts historiques de Rheiderland (en) et d'Oldambt (en) ont été englouties. Il existe plusieurs hypothèses sur l'année de l'engloutissement de la région :
- en 1277, aux dires d’Ubbon Emmius ;
- en 1362, lors de l'inondation de la Saint-Marcel, qui a causé beaucoup de dégâts en Allemagne du Nord ;
- vers 1413, selon Tidde Wyneda (nl).

Mais aucune source est suffisamment complète ou fiable pour s'assurer de la réelle année des inondations définitives.
Il est toutefois probable que la région souffrait depuis des siècles des inondations régulières, car le sol de fagnes s'était sérieusement érodé et abaissé. Toutefois, des fouilles archéologiques ont permis de démontrer que dans les environs de Nieuweschans, Vriescheloo et Scheemda, l'eau douce était prédominante jusqu'au XVe siècle. La région de Pogum, en revanche, était dominée par une végétation saline dès le XIIIe siècle.
La région fut traversée par deux rivières : le Reider Ee et le Munter Ae, affluents de l'Ems, où elles se jetaient via deux ensembles d'écluses distincts. Le chroniqueur est-frison Eggerik Beninga relate la destruction de ces écluses lors d'une guerre locale en 1413. Cinq ans plus tard, la mer aurait déjà atteint le village de Blijham. Une sorte de mer intérieure s'était formée, se remplissant et se vidant deux fois par jour. L'eau cherchait son chemin dans les sols marécageux qui restait, les détruisant au fur et à mesure sur son passage.
La partie orientale du Dollard s'est formée pendant la première moitié du XVe siècle. Dès 1454, les habitants locaux ont construit une digue de secours entre la Pointe de Reide (nl) et le village de Finsterwolde. Cette digue commençait sur la rive de l'Ems, passait à travers le paysage des tourbières basses de l'époque pour rejoindre les terres de sable, situées plus haut. La partie occidentale du Dollard s'est formée après 1460. Mais des grandes parties de la région ne furent immergées à partir de 1509, quand le raz-de-marée des Saints Côme et Damien a amené les eaux de mer jusque loin dans les terres. Le bras de mer atteignit sa superficie maximale vers 1520.
Le nom de Dollard est attesté pour la première fois en 1485, dans les chroniques du monastère d'Aduard.

## Villages disparus
Lors des différentes étapes de la formation du Dollard et des inondations le long de l'Ems, au moins vingt paroisses, une quinzaine de hameaux plus petits et trois monastères ont été engloutis. Une douzaine d'églises paroissiales ont été déplacées une ou plusieurs fois. Toutefois, les noms des localités mentionnées dans les chroniques ne sont plus toujours reconnaissables ou identifiables.
Ont été engloutis :
- les paroisses de Kalentwalt (Coldeborgerfehn ?), Haxenerwalt (Hatzumerfehn), Ditzumerwold, Uterpogum, Utbeerte, la ville de marché Torum, Wilgum, Fletum, Berum, Oosterreide, Westerreide, Up-Reiderwolde, Ut-Reiderwolde (possédant une collégiale), San(t)dorp, Stockdorp, Tijsweer, Zwaag, Ooster-Finsterwolde, Ulsda, Megenham, Wynedaham, Houwingagast (ou Houwingahof), Houwingaham, ainsi que les villages dont les noms, aujourd'hui, sont trop déformés pour être identifiés : Haxne, Siweteswere, Poel, Rodendebord et Katelmesinke ;
- les hameaux de Peterswere (ou Peterswolde), Dune Lee (Duinkerken près Marienchor ?), Garmede, Wynham, Jarde (ou Bundergaarde), Bonewerda (Boen près Bunde ?), Ockeweer, Astock, Torpsen, De Lidden, Gaddingehorn, Fiemel et peut-être Ayckaweren, Stoksterhorn, Exterhuis, Jansum et Homborg ;
- les monastères de Palmar (Porta sancta Mariae), Oosterreide et Menterwolde (Campus sylvae) et sa ferme De Olde Stoeve ;
- peut-être, également, les villages de Beda, Ludgerskerke, Osterbeerde, Maarhuisen et Markhuisen, mais leur existence n'est pas assurée dans la mesure où leurs noms sont absents des sources écrites de l'époque.

Au moins dix-sept localités ont été déplacées au fil du temps et des inondations vers des endroits plus élevés : Marienchor (ou Critzumerwolde), Böhmerwold, Sankt Georgiwold (ou Upwolde), Weenermeer, Boen (Bonewerda), Wymeer, Hamdijk (Houwingaham ou Utham), Den Ham (Upham ou Nijeham), Bellingwolde, Vriescheloo, Winschoten-Sint-Vitusholt, Beerta, Oostwold, Midwolda, Scheemda, Meeden, Muntendam, comme, peut-être, les prédécesseurs de Bunderrhee et Blijham. Les paroisses de Noordbroek et Zuidbroek ont été déplacées bien avant, tout comme, peut-être, le monastère de Dünebroek.

## Nouveauxpolders

Récupération des terres

Jusqu'en 1509, l'Ems formait une grande boucle vers le nord à l'endroit actuel du Dollard. Au point septentrional, la ville d'Emden fut fondée. Par suite de la croissance de l'étendue des eaux, la presqu'île de Nesserland, située en face de la ville, fut coupée ; ensuite, la rivière commençait à suivre un itinéraire plus méridional, à plusieurs kilomètres au sud d'Emden. L'ancien bras septentrional s'enlisa, rendant de moins en moins accessible le port d'Emden. Le conseil municipal d'Emden a essayé d'empêcher ces évolutions, en construisant un mur de barrage en poteaux de chêne, la tête de Nesseland, d'une longueur de presque 4,5 km, situé dans le nouveau courant principal. Les efforts s'avérant sans effet, la ville abandonna ses actions en 1631.
Toutefois, la séparation de la presqu'île de Nesserland du continent avait un côté positif. Tant que Nesserland était une presqu'île, l'eau à marée haute montait très loin dans le Dollard. Parfois, la mer poussait jusqu'à Wedderveer, Muntendam et Siddeburen. Après la rupture de l'isthme, en 1509, l'eau pouvait plus facilement partir dans l'embouchure de l'Ems, et par conséquent, les poussées sur le Dollard diminuèrent. Le Dollard s'ensablait un peu, et certaines schorres pouvaient être endiguées et gagnées sur la mer avant le milieu du XVIe siècle. Grâce aux terres fertiles du Dollard, l'Oldambt devenait l'une des zones agricoles les plus prospères des Pays-Bas.
De nombreux autres nouveaux polders furent créés entre le XVIe et le XIXe siècle. Nesserland et le reste de la zone portuaire du sud d'Emden fut poldérisés au XIXe siècle. En Allemagne, la dernière création d'un polder date de 1877, le Kanalpolder. Aux Pays-Bas, trois autres polders ont été créés depuis : le Johannes Kerkhovenpolder en 1878, le Carel Coenraadpolder en 1924 et le polder de Breebaart en 1979. Ainsi, le Dollard actuel ne représente plus qu'un tiers de sa superficie initiale.
Par marée basse, environ 78 % du Dollard est à sec. Entre ces hauts-fonds et la digue extérieure, une zone de schorres d'environ 1 100 ha s'étend dans l'ouest, le sud et l'est du bras de mer.

## Écologie
Sans être un parc national, la plus grande partie du Dollard forme une zone écologique protégée. 